# Быстрая последовательная индукция
Быстрая последовательная индукция (англ. Rapid sequence induction RSI) — метод интубации трахеи использующийся у пациентов с высоким риском аспирации желудочного содержимого. Отличается от других методов индукции общей анестезии тем, что принимаются дополнительные меры предосторожности для минимизации времени между введением индукционных препаратов и введении эндотрахеальной трубки в течение которого дыхательные пути пациента не защищены.
Одним из важных различий между RSI и обычной интубацией трахеи является то, что анестезиолог обычно не вентилирует легкие после наступления общей анестезии и прекращения дыхания до тех пор, пока трахея не будет интубирована а манжета раздута.

## Показания
Основным показанием для RSI является быстрая защита и обеспечение проходимости дыхательных путей, предотвращение аспирации и регургитации желудочного содержимого.

## Противопоказания
Относительно немного абсолютных противопоказаний к быстрой последовательной индукции. Наиболее существенные противопоказания включают травму лица, которая значительно искажает анатомию верхних дыхательных путей или полную обструкцию дыхательных путей. В этих случаях обеспечение проходимости дыхательныз путей обеспечивается посредством хирургического вмешательства.

## Техника выполнения
Классический подход RSI:
1. Преоксигенация 100 % кислородом.
2. Введение заранее определенной индукционной дозы анестетика с последующим введением сукцинилхолина.
3. Применение давления на перстневидный хрящ (приём Селлика) и избегание вентиляции маской.
4. Интубация с помощью трахеальной трубки с манжетой.
5. Специализированное оборудование для оказания помощи в случае неудачной интубации[3].

## История
Кёртис Мендельсон впервые описал эффекты аспирации в 1946 году. Сукцинилхолин был впервые применён в 1951 году, а давление на перстневидный хрящ впервые описал Артур Селлик в 1961 году. Эти элементы были объединены Брайаном Стептом и Петером Сафаром в 1970 году, когда они описали технику, названную быстрой последовательной индукцией и интубацией. Она состояла из преоксигенации, индукции тиопенталом, за которой следовало введение сукцинилхолина, применения давления на перстневидный хрящ гортани при потере сознания, избегания вентиляции с положительным давлением и интубации трахеи.